# 六塊厝
六塊厝，是臺灣臺中市大甲區的一個傳統地域名稱，位於該區南半葉南部。相較於今日行政區，其範圍大致包括文曲里，以及清水區高北里大甲溪以南部分的東北端、高東里北部邊界地帶。

## 歷史
台灣清治末期，六塊厝地區為一街庄，稱為「六塊厝庄」，隸屬於苗栗三堡。該庄北與後厝仔庄、蕃仔藔庄為鄰，東與內水尾庄為鄰，南邊為三塊厝庄、高美庄，西邊為東勢尾庄。
1901年（日明治三十四年）11月，全台廢縣廳改設二十廳，該庄隸屬於苗栗廳。1903年（明治三十六年）6月，該庄編入「十八庄區」，仍隸屬於苗栗廳。1909年（明治四十二年）10月，全台二十廳合併為十二廳，苗栗廳廢止，十八庄區改隸屬於臺中廳。1920年（大正九年），全台地方制度大改正，該庄改制為「六塊厝」大字，隸屬於臺中州大甲郡大甲庄。1933年，大甲庄升格為大甲街。
戰後大甲街改制為大甲鎮，隸屬於臺中縣，大字亦改制為里。1950年10月，中、彰、投分治，大甲鎮隸屬不變。2010年12月，隨著臺中縣、市合併為直轄臺中市，大甲鎮改制為大甲區。

## 聚落
本地區發展較早的聚落為六塊厝，在日治期初期的官方地圖上已有記載。此外，本地區尚有水汴頭聚落。

## 交通
台鐵海線大致以北北東—南南西走向經過六塊厝地區東部，境內未設站。北側最近的是大甲車站，屬二等站，各級列車均有停靠；南側最近的是台中港車站，亦屬二等站，僅停靠區間車。由此等可前往台鐵沿線各站。
省道台1線（中山路一段）又稱「縱貫公路」，是台北至屏東楓港的台灣西部傳統平面幹道，大致以東北—西南走向轉北北東—南南西走向經過本地區東部，並位於鐵路西側。由該道路向東北繞過大甲市區可前往苑裡、通霄、後龍、頭份等地，向南南西可前往清水、梧棲、龍井、大肚等地。
區道中7線（東安路）是田心子至水汴頭道路，其南側端點位於本地區東北部的省道台1線路口。由此向西北西轉西北蜿蜒而行，出境後可前往東勢尾、中庄、龜殼、溪洲西北部的頂龜殼、海墘厝、北汕、下大安、田心子並止於安田庄。
區道中20線（文曲路）是六塊厝至外水尾的道路，其西側端點位於本地區西北部的區道中7線路口。由此向東北出境後，可前往後厝子、番子寮、外水尾北部並止於舊省道台1線路口。